# Odznaka honorowa „Zasłużony dla Budownictwa i Przemysłu Materiałów Budowlanych”
Odznaka honorowa „Zasłużony dla Budownictwa i Przemysłu Materiałów Budowlanych” – polskie odznaczenie resortowe ustanowione 26 października 1971 i nadawane przez Ministra Budownictwa i Przemysłu Materiałów Budowlanych (od 1986 przez Ministra Budownictwa, Gospodarki Przestrzennej i Komunalnej), przyznawane jako zaszczytne wyróżnienie nadawane pracownikom budownictwa i przemysłu materiałów budowlanych, innym osobom fizycznym oraz społecznym zbiorowościom w uznaniu ich wieloletniej, aktywnej pracy zawodowej i działalności oraz zasług dla rozwoju budownictwa i ww. przemysłu. Odznaka podzielona była na trzy stopnie (złoty, srebrny i brązowy) i noszona w przypadku osób fizycznych na prawej piersi. Została wycofana 29 stycznia 2000. Zastąpiła ją, ustanowiona tym samym rozporządzeniem, nowa Odznaka honorowa „Za zasługi dla budownictwa”.